# دهنو میرزازاده سجادی
دهنو میرزازاده سجادی، روستایی در دهستان برج اکرم بخش مرکزی شهرستان فهرج در استان کرمان ایران است.

## جمعیت
بر پایه سرشماری عمومی نفوس و مسکن در سال ۱۳۹۵، جمعیت این روستا برابر با ۲۹۸ نفر (۷۱ خانوار) بوده‌است.